# Przejście graniczne Sieniawka-Zittau
Przejście graniczne Sieniawka-Zittau – istniejące do 2007 polsko-niemieckie drogowe przejście graniczne położone w województwie dolnośląskim, powiecie zgorzeleckim, w gminie Bogatynia, w miejscowości Sieniawka.

## Opis
Przejście graniczne Sieniawka-Zittau z miejscem odprawy granicznej po stronie niemieckiej w miejscowości Zittau czynne było przez całą dobę. Dopuszczony był ruch osobowy, towarowy o dopuszczalnej masie całkowitej do 7,5 tony i mały ruch graniczny. Kontrolę graniczną, osób, towarów i środków transportu wykonywała Graniczna Placówka Kontrolna Straży Granicznej w Sieniwace. Obie miejscowości przygraniczne łączył most graniczny nad rzeką Nysą Łużycką.
21 grudnia 2007 na mocy układu z Schengen przejście graniczne zostało zlikwidowane.

### Przejście graniczne z NRD
W okresie istnienia Niemieckiej Republiki Demokratycznej funkcjonowało w tym miejscu polsko-niemieckie drogowe przejście graniczne Sieniawka. Czynne było codziennie przez całą dobę. Dopuszczone było przekraczanie granicy dla ruchu towarowego dla obywateli NRD i PRL oraz osobowego tylko dla obywateli:
1. Ludowej Republiki Bułgarii
2. Czechosłowackiej Republiki Socjalistycznej
3. Niemieckiej Republiki Demokratycznej
4. Polskiej Rzeczypospolitej Ludowej
5. Socjalistycznej Republiki Rumunii
6. Węgierskiej Republiki Ludowej
7. Związku Socjalistycznych Republik Radzieckich
8. Mongolskiej Republiki Ludowej.

Kontrolę graniczną, osób, towarów i środków transportu wykonywała Graniczna Placówka Kontrolna Sieniawka.

## Galeria

Przejście graniczne Sieniawka-Zittau
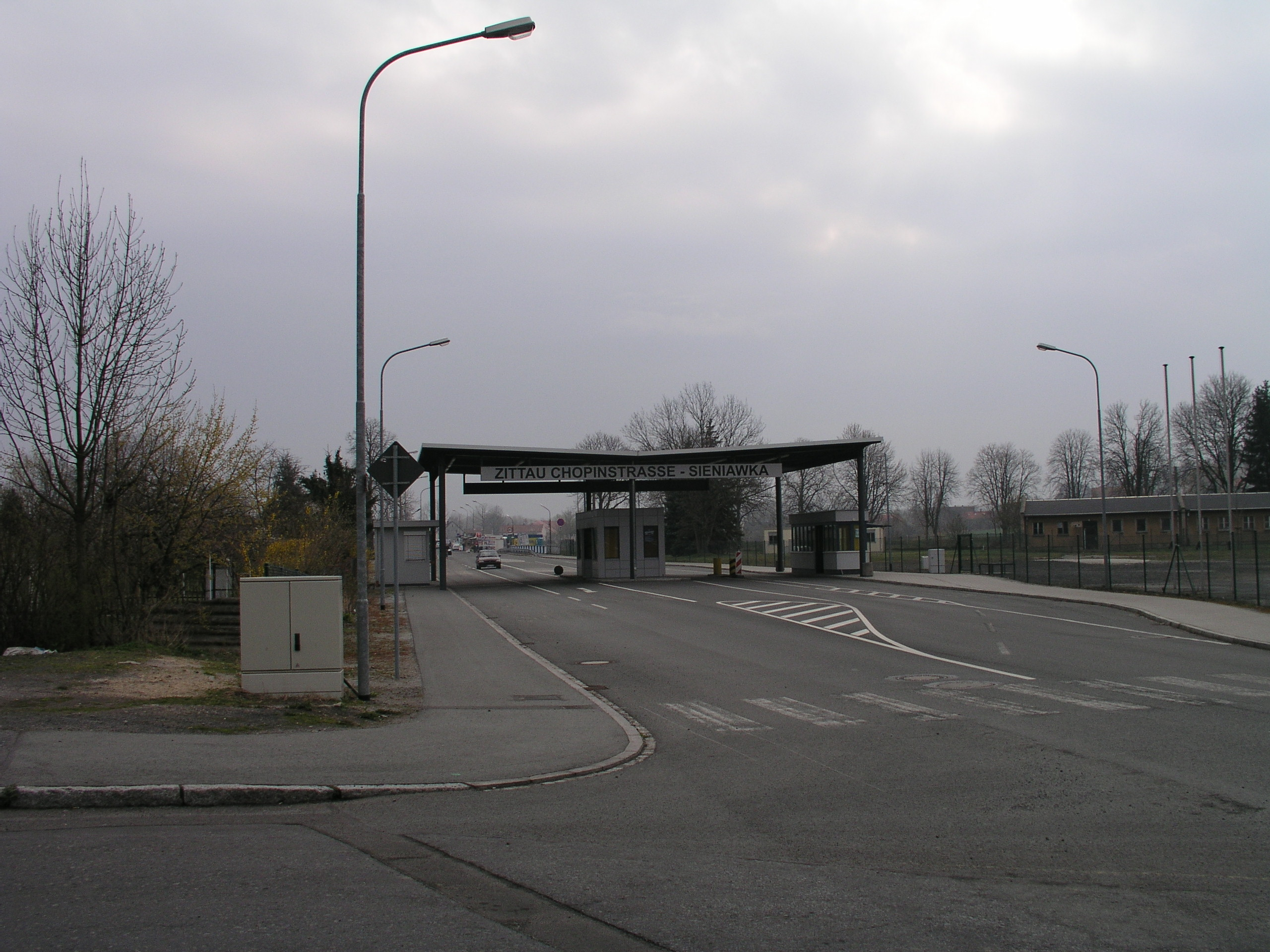
(kwiecień 2008)
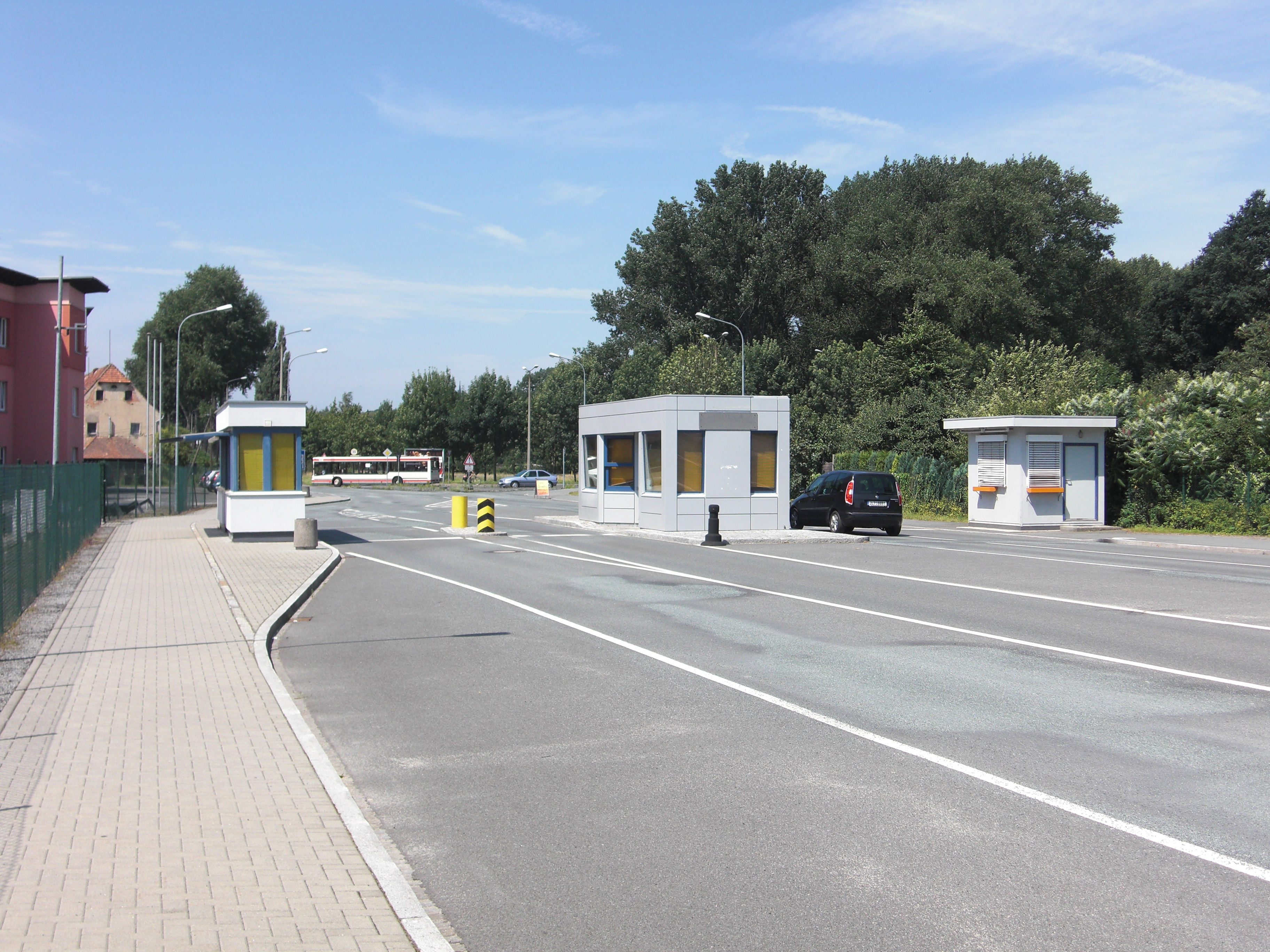
(lipiec 2009)
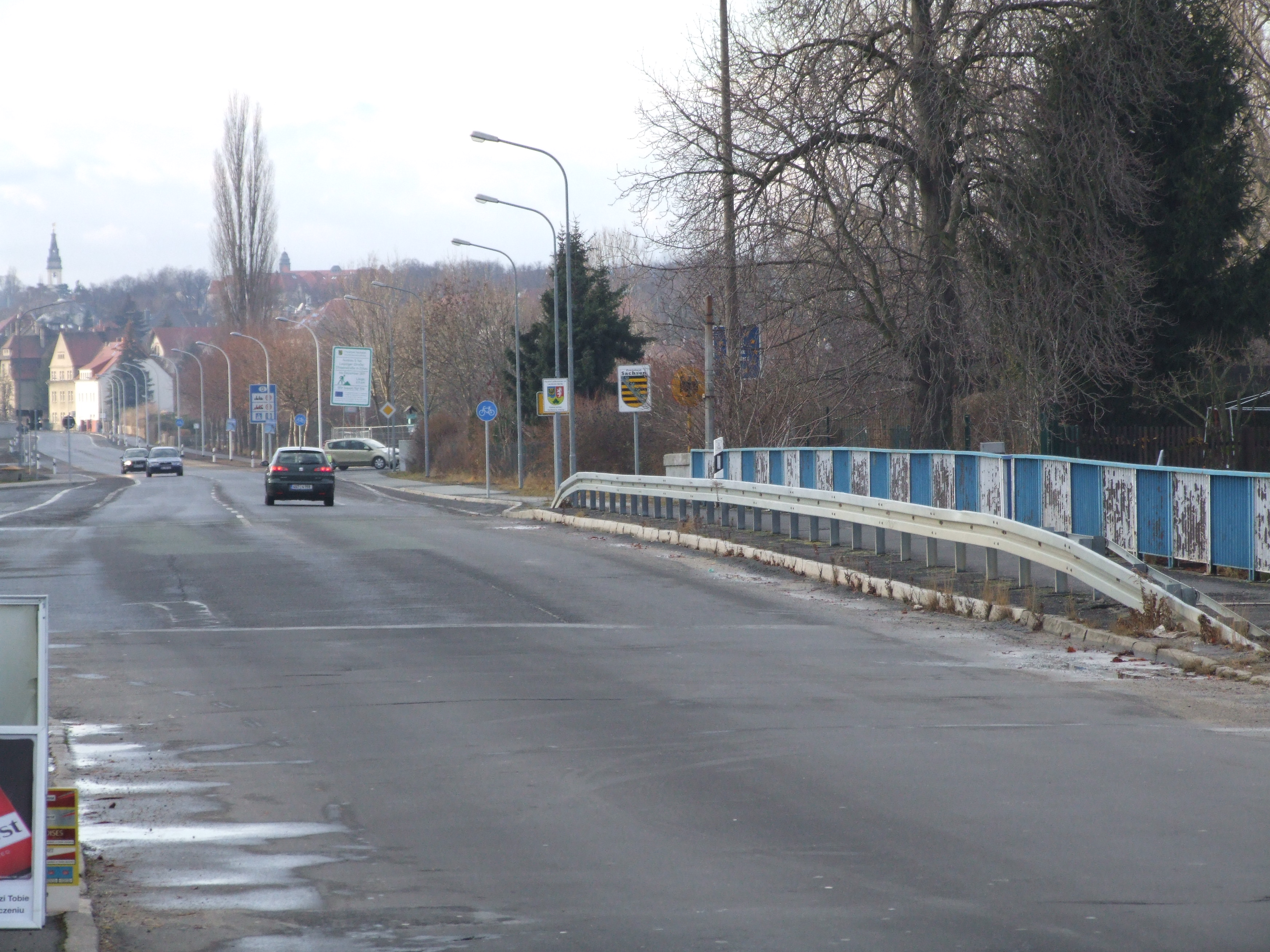
(grudzień 2011)